# Palaeomystella rosaemariae
Palaeomystella rosaemariae is een vlinder uit de familie wilgenroosjesmotten (Momphidae). De wetenschappelijke naam van de soort is voor het eerst geldig gepubliceerd in 2014 door Gilson R.P. Moreira & Vitor O. Becker.

## Type
- holotype: "male, 12.III.2013, leg. G.R.P. Moreira, F.A. Luz and S. Bordignon"
- instituut: DZUP, Curitiba, Brazilië
- typelocatie: "Brazilië, privéboerderij van Antonio Malta, Coxilha das Lombas, 30°02'13"S, 50°36'30"W, 17 m"